# Spix' nachtzwaluw
Spix' nachtzwaluw (Nyctipolus hirundinaceus, synoniem Caprimulgus hirundinaceus) is een endemische vogelsoort in Brazilië uit de familie van de nachtzwaluwen (Caprimulgidae). De vogel werd in 1825 beschreven door Johann Baptist von Spix.

## Verspreiding en leefgebied
De broedgebieden van Spix' nachtzwaluw liggen in loofbossen waarin ook open plekken met kaal zand te vinden zijn in een paar gebieden in Brazilië.
De soort is endemisch in Brazilië en telt drie ondersoorten:
- N. h. cearae: van Ceará tot noordelijk Bahia.
- N. h. hirundinaceus: van Piauí tot Bahia en Alagoas.
- N. h. vielliardi: Espírito Santo.

## Status
Spix' nachtzwaluw heeft geen klein verspreidingsgebied en daardoor is de kans op uitsterven gering. De grootte van de populatie is niet gekwantificeerd. Er is geen aanleiding te veronderstellen dat de soort in aantal achteruit gaat. Om deze redenen staat deze nachtzwaluw als niet bedreigd op de Rode Lijst van de IUCN.